# Натальевка (усадьба)
«Ната́льевка» — имение сахарозаводчика Павла Ивановича Харитоненко в селе Владимировка Краснокутского района Харьковской области, которое обустраивалось в начале XX века под руководством мастеров А. Щусев и С. Коненков. Усадебный дом был уничтожен в советское время. Натальевский парк охраняется как государственный памятник садово-паркового искусства.

## Состав усадьбы
Усадьба состоит из:
- жилого дома,
- флигеля,
- водонапорной башни,
- манежа,
- конюшни,
- главных и западных ворот,
- храма Всемилостивейшего Спаса.

## История

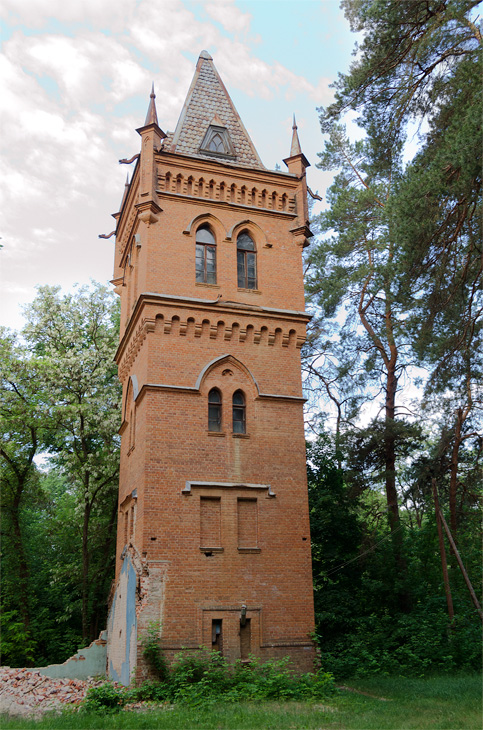
Водонапорная башня усадьбы

В начале 80-х годов XIX века Иван Харитоненко, сын крестьянина, разбогатевший на сахароварении, основал на берегу Мерчика в Богодуховском уезде усадьбу, назвав её Натальевкой в честь имени своей жены и младшей внучки. Усадьба занимает площадь 48 гектар. На территории усадьбы с 1946 года располагается санаторий «Владимирский», названный так по названию села. Парадный въезд построен по проекту академика архитектуры А. В. Щусева. В Натальевском парке находится ещё одна работа этого мастера: вблизи композиционного центра парка находится небольшая церковь. Здание закончено в 1913 году к венчанию Натальи и князя М. К. Горчакова (1880—1961), внука последнего канцлера.
На территории активно растет карельская береза. В центре стоял двухэтажный просторный дом с опоясывающим его балконом, архитектурой своей напоминающий швейцарские шале и английские коттеджи. Хозяин Натальевки, обладая не только деньгами, но и вкусом, пригласил архитекторов А. В. Щусева и А. М. Рухлядева, скульпторов С. Т. Конёнкова и А. Т. Матвеева, художника А. И. Савинова. Настоящей жемчужиной усадьбы стала церковь Всемилостивейшего Спаса, построенная специально для размещения великолепной коллекции древнерусского искусства и редких икон, которые составляли предмет особой гордости хозяина. Скульптурные изображения сделаны мраморщиками Ваганьковского кладбища по проектам Сергея Тимофеевича Коненкова.
С плодовым садом возникла проблема — почва не давала возможности выращивать капризные экзотические растения. И тогда был найден оригинальный выход: в 10 километрах от усадьбы на юго-западном склоне балки было построено шесть террас, которые, расположившись огромной дугой, целый день развернуты к солнцу. Каменная кладка террас накапливает тепло, что позволяет выращивать здесь самые редкие виды растений. Благодаря необычной форме этого сада здесь слышны даже самые тихие звуки. Усиливаясь и переплетаясь, шелест листьев и пение птиц складываются в единую мелодию, поэтому называются они и по сей день — поющие террасы.

## Наталиевский парк
Основан на базе лесного массива с преобладанием хвойной растительности, преимущественно сосны обыкновенной. Занимает территорию 50 га. Относится к типу пейзажных парков, делится на две части: нижнюю и верхнюю. Верхняя часть находится на правом берегу р. Мерчик и состоит из дубовой и сосновой рощ. Нижняя — размещена в пойме речки на повышенном рельефе. В парке были созданы красивые группы из хвойных (ели канадской и бальзамической, тсуги, лиственницы европейской и др.) и лиственных пород (дуба болотного и красного, ясеня, черемухи, лип мелколистной и американской, тополя канадского и др.) Свободно размещенным живописным группам деревьев и кустов, извилистым дорожкам парка противопоставляются геометрические формы сооружений усадьбы, которые в свою очередь выявляют и подчеркивают разнообразие форм парка, эффектно выделяясь на фоне темной зелени. Благодаря такому композиционному приему осуществлено гармоническое единство архитектуры с пейзажем парка. Своеобразным элементом парковой композиции является каштановая аллея, идущая от главных ворот, возведенных по проекту академика А. В. Щусева. Ворота построены из кирпича, облицованы камнем, с широким арочным проездом, с проходом и с помещением для привратника, покрыты оригинальной шатровой крышей с большим выносом, кровля — из металлической черепицы.
С 1946 года здесь располагается туберкулезный санаторий «Владимирский». До 1988 года санаторий был республиканским, а после — финансировался из местного районного бюджета. И только последние годы — из областного бюджета. К началу XXI века санаторий фактически прекратил своё существование, часть зданий отдана в пользование национального природного парка «Слобожанский».
Наталиевский парк признан государственным памятником садово-паркового искусства, а сохранившиеся постройки усадьбы — памятником архитектуры. В 90-х проводились исследовательские работы по определению его состояния. Парк по-прежнему потрясает воображение, но в этом заслуга тех, кто с умом и любовью столетие назад создал его.

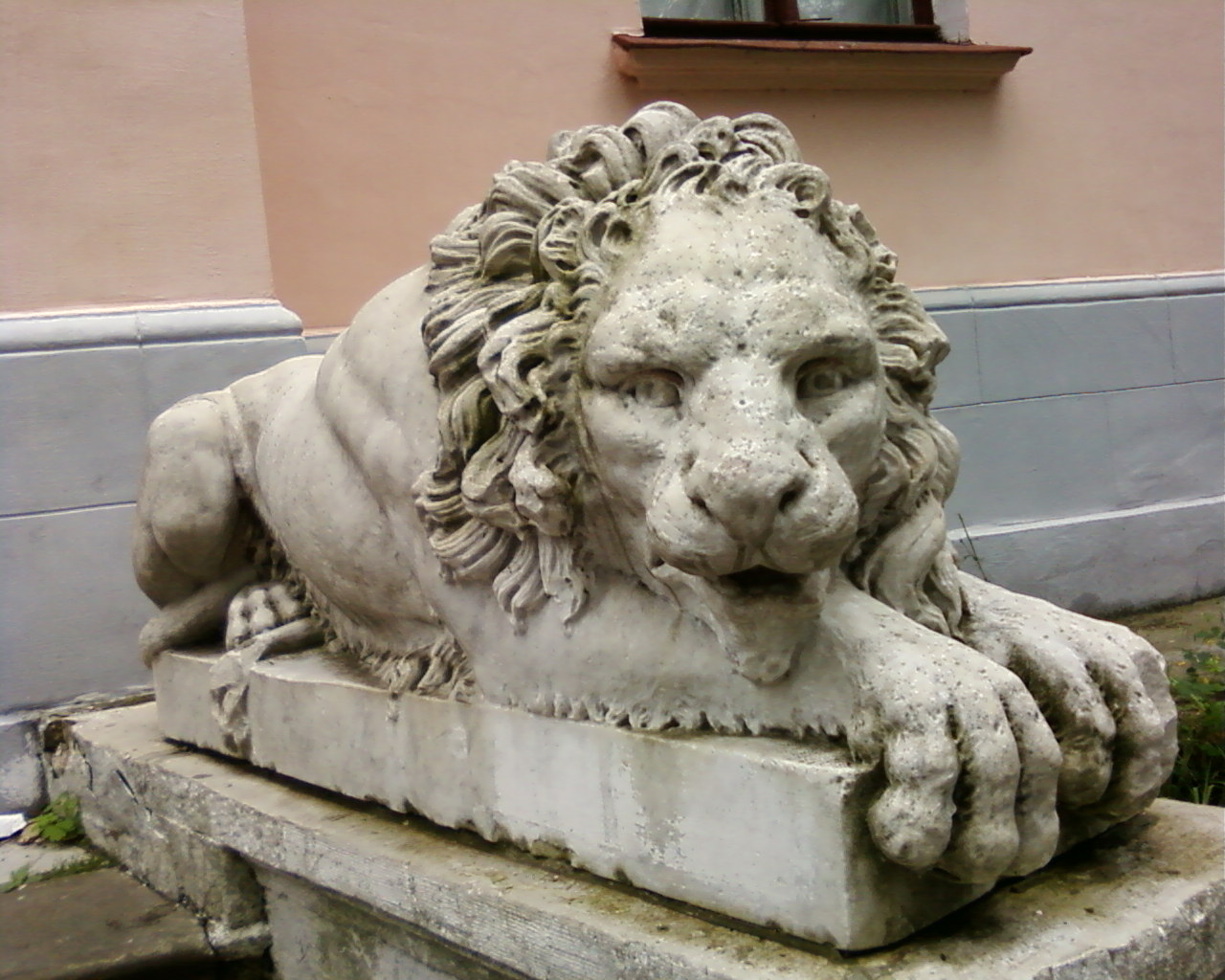
Лев перед входом
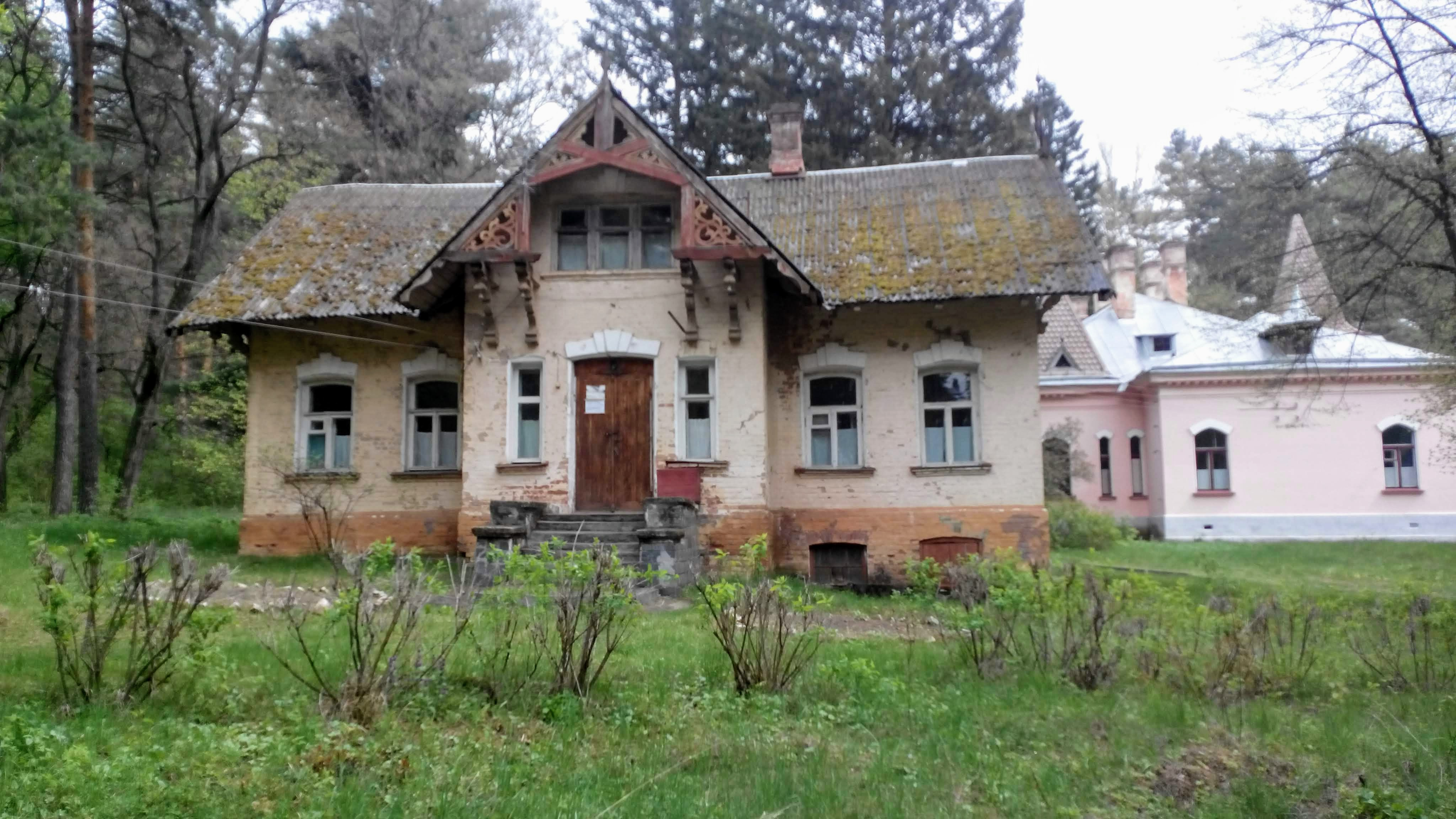
Флигель
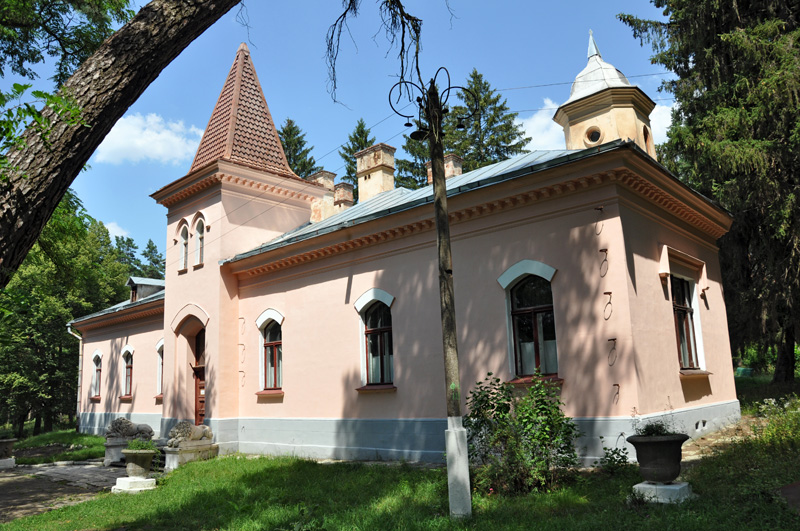
Дом управляющего
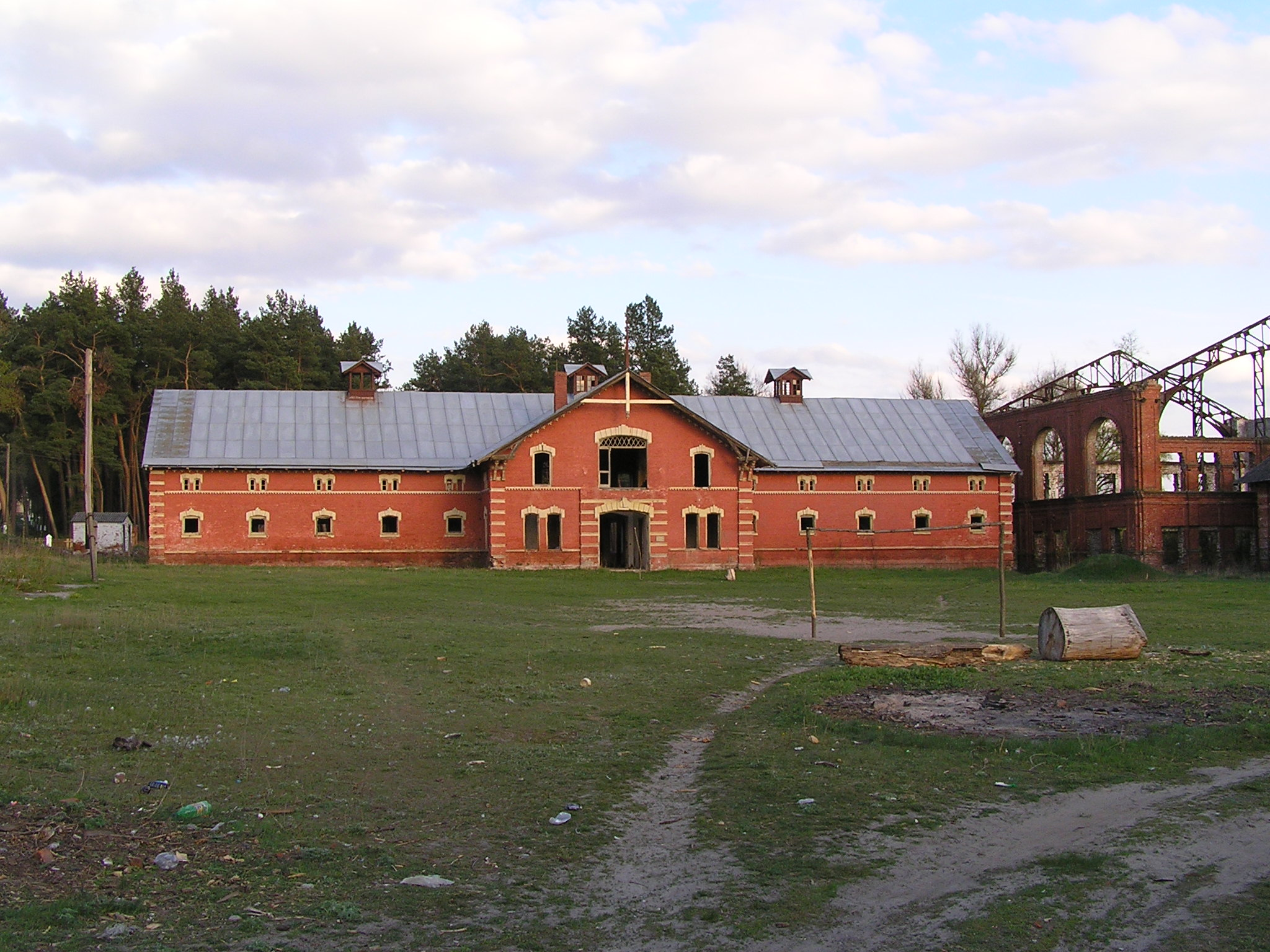
Конюшня
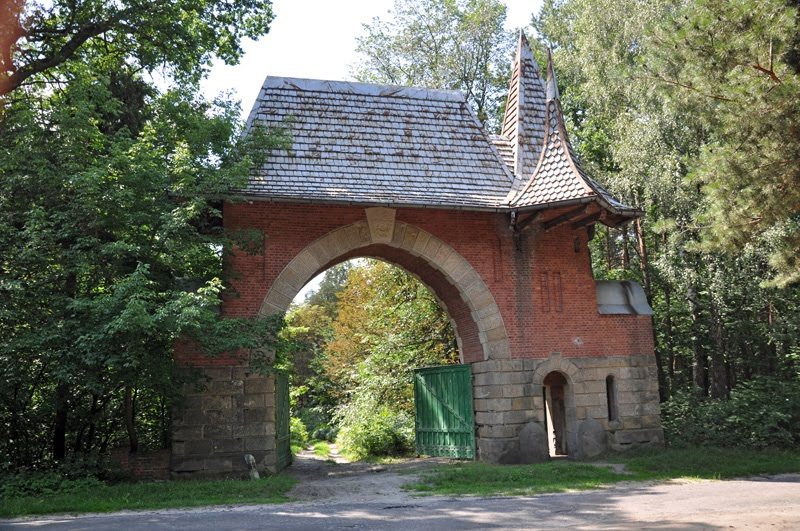
Главный вход

## Спасо-Преображенский храм

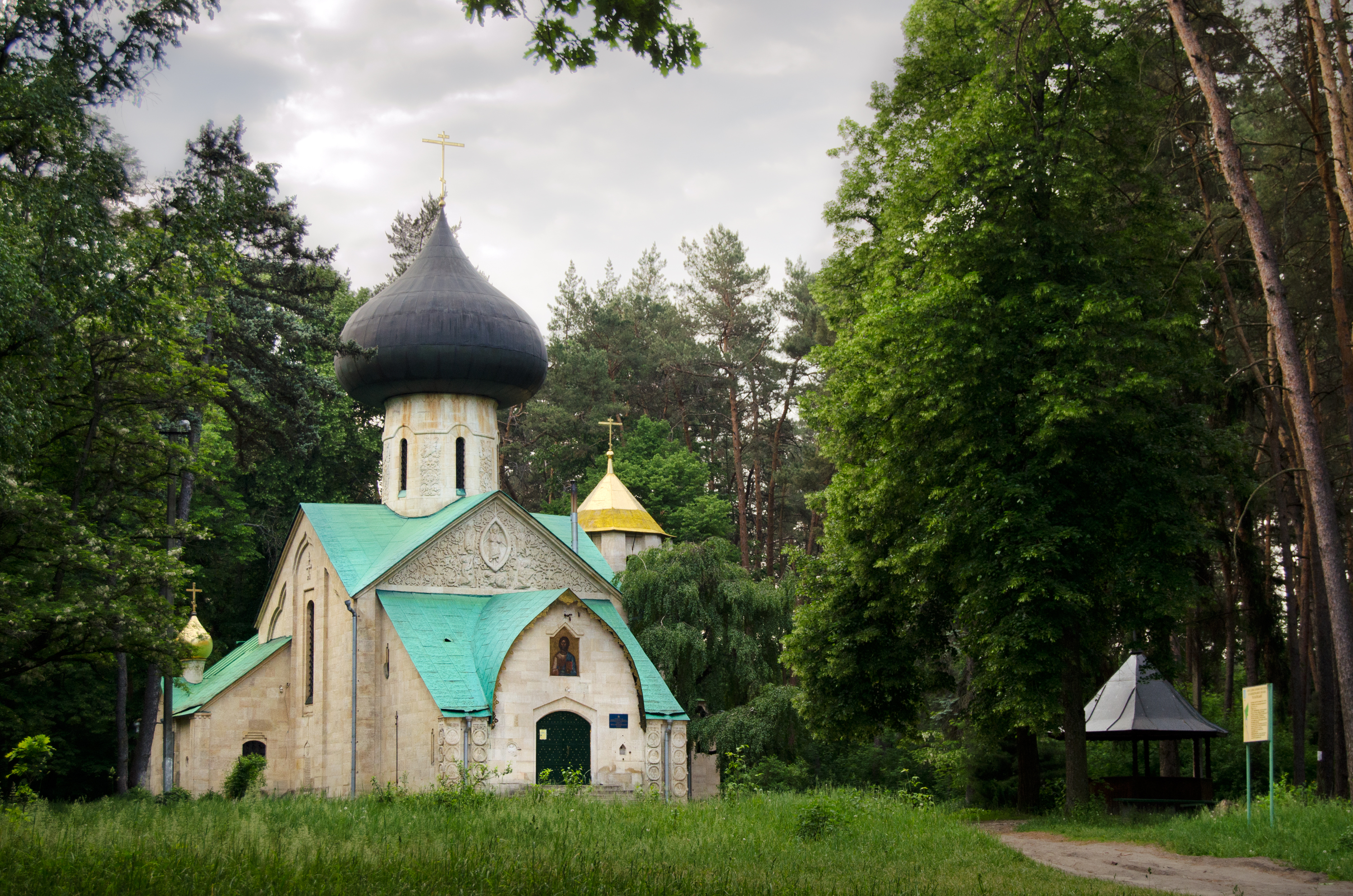
Церковь Спаса Преображения

Храм построен по проекту академика архитектуры А. В. Щусева, составленному в 1908 г. Руководил работами архитектор А. М. Рухлядев. Композиция и архитектурный образ являются творческой переработкой зодчим форм древней псковско-новгородской архитектуры. Храм кирпичный, облицованный снаружи хорошо обработанным известняком, внутри оштукатурен. Сооружение трехмастное, однокупольное. В основе плана прямоугольник, включающий неф, от которого стеной с портальной аркой отделена алтарная часть с маленькой полукруглой апсидой; квадратный в плане притвор уже нефа. С севера примыкает небольшая ризница, с юга — колокольня. Перекрытия сводчатые. Купол — полусферический свод на высоком круглом барабане — завершен большой непропорциональной сооружению луковичной главой, придающей сооружению архаичность. Стены центральной части щипцовые, западный притвор — в форме кокошника, боковые — срезаны под крутой скат, продолжающий уклон нефа. Кровля медная, купол покрыт железом. Под всей церковью и колокольней подвал, перекрытый системой крестовых и полуциркульных сводов, выполненных в кирпиче и бетоне. Вход в подвал с восточной стороны по крутой кирпичной лестнице. Главный фасад богато украшен резьбой по камню. Пилястры, фланкирующие главный вход, украшены розетками с погрудными изображениями. Орнаментом растительного характера покрыт тимпан фронтона западного фасада, между окнами барабана купола и на стенах резные вставки, на южной стене нефа большой горельеф. Резьбу по камню выполнили скульпторы С. Т. Коненков, А. Т. Матвеев, С. А. Евсеев, мраморщики Ваганьковского кладбища В. Елизаров, С. Круглов, Е. Соколов. Над входом мозаичные изображения. Интерьер, расписанный художником А. И. Савиновым, при советской власти был забелен. Колокольня кирпичная, облицована, как и церковь, известняком, двухъярусная, соединена с церковью переходом с крыльцом. Первый ярус — квадратный в плане, второй — восьмигранный, образован пилонами, соединенными между собой полуциркульными арками, завершен шлемовидной позолоченной главой.
На северном фасаде памятная надпись: 
«В лето от создания мира 7419 от Рождества же Господа нашего Иисуса Христа 1911 месяца июня в 29 день в царствование Императора Николая II Александровича в имении Натальевка в присутствии владельцев имения действительного статского советника Павла Ивановича Харитоненко с супругой Верой Андреевной и сына Ивана Павловича, дочерей их Елены Павловны Олив с супругом Михаилом Сергеевичем и Натальи Павловны светлейшей княгини Горчаковой с супругом Михаилом Константиновичем, внучек Ирины и Веры графинь Стенбок заложен храм во имя Всемилостивейшего Спас в знак милости Божьей явленной роду Харитоненко. Строитель храма академик Алексей Щусев, помощник архитектор Рухлядев. Освящен храм сей лета 1913 месяца июня в 7 день».